# Yacine Hima
Yacine Hima (* 25. März 1984 in Lyon) ist ein ehemaliger französisch-algerischer Fußballspieler.  

## Karriere
Er stammt aus der Nachwuchsabteilung von Olympique Lyon und spielte hier überwiegend in der B-Elf. Ausgeliehen wurde Yacine Hima unter anderem an den französischen Zweitligisten LB Châteauroux sowie an den Schweizer Super-League-Verein FC Aarau. Von 2008 bis Ende Juni 2010 stand der Mittelfeldspieler beim Schweizer Klub AC Bellinzona unter Vertrag. Danach unterzeichnete Hima beim belgischen Erstligisten KAS Eupen. Dort wurde sein Vertrag jedoch nach nur kurzer Zusammenarbeit aufgelöst. Er wechselte Anfang 2011 zu Neftçi Baku nach Aserbaidschan. Dort kam er zu sieben Einsätzen und konnte mit seiner Mannschaft die Meisterschaft 2011 gewinnen. Anschließend kehrte er in sein Heimatland zurück, wo er bei ES Sétif anheuerte. Im Sommer 2012 nahm ihn der Schweizer Zweitligist FC Wil 1900 unter Vertrag. Die Zusammenarbeit fand jedoch schon ein halbes Jahr später ihr Ende. Hima ging nach Frankreich zum unterklassigen Monts d’Or Azergues Foot. Von 2013 bis 2016 spielte er für AS Lyon-Duchère.